# Discographie des Kaiser Chiefs
La discographie des Kaiser Chiefs, groupe de rock indépendant britannique, comprend l'ensemble des disques publiés au cours de leur carrière. Elle est composée de sept albums studio, une compilation, un EP, deux DVD et une vingtaine de singles.

## Albums

### Albums studio
| Titre                                   | Détails                                               | Classement des ventes | Classement des ventes | Classement des ventes | Classement des ventes | Classement des ventes | Classement des ventes | Classement des ventes | Classement des ventes | Classement des ventes | Classement des ventes | Classement des ventes | Classement des ventes | Classement des ventes | Classement des ventes | Classement des ventes | Classement des ventes | Classement des ventes | Certifications         |
| Titre                                   | Détails                                               | ALL                   | AUS                   | AUT                   | BEL                   | DAN                   | ESP                   | USA                   | FRA                   | IRL                   | ITA                   | NOR                   | NZL                   | P-B                   | POR                   | R-U                   | SUÈ                   | SUI                   | Certifications         |
| --------------------------------------- | ----------------------------------------------------- | --------------------- | --------------------- | --------------------- | --------------------- | --------------------- | --------------------- | --------------------- | --------------------- | --------------------- | --------------------- | --------------------- | --------------------- | --------------------- | --------------------- | --------------------- | --------------------- | --------------------- | ---------------------- |
| Employment                              | - Sortie : 7 mars 2005 - Label : B-Unique Records     | 55                    | 60                    | —                     | 19                    | —                     | 97                    | 86                    | 133                   | 2                     | —                     | —                     | —                     | 12                    | —                     | 3                     | 40                    | —                     | : 6 × Platine · : Or · |
| Yours Truly, Angry Mob                  | - Sortie : 26 février 2007 - Label : B-Unique Records | 6                     | 9                     | 5                     | 2                     | 29                    | 37                    | 45                    | 45                    | 2                     | 56                    | 13                    | 39                    | 1                     | 29                    | 1                     | 31                    | 11                    | : 2 × Platine · : Or · |
| Off with Their Heads                    | - Sortie : 20 octobre 2008 - Label : B-Unique Records | 29                    | 12                    | 25                    | 11                    | —                     | 69                    | 55                    | 58                    | 16                    | —                     | 29                    | 34                    | 16                    | —                     | 2                     | —                     | 19                    | : Or ·                 |
| The Future Is Medieval                  | - Sortie : 27 juin 2011 - Label : Polydor             | 91                    | 25                    | —                     | 34                    | —                     | 95                    | —                     | —                     | —                     | —                     | —                     | —                     | 40                    | —                     | 10                    | —                     | 83                    |                        |
| Education, Education, Education and War | - Sortie : 31 mars 2014 - Label : Fiction Records     | 39                    | —                     | —                     | 33                    | —                     | —                     | —                     | 154                   | 62                    | —                     | —                     | —                     | 37                    | —                     | 1                     | —                     | 76                    | : Or ·                 |
| Stay Together                           | - Sortie : 7 octobre 2016 - Label : Fiction Records   | —                     | —                     | —                     | 89                    | —                     | —                     | —                     | —                     | —                     | —                     | —                     | —                     | —                     | —                     | 4                     | —                     | 88                    |                        |
| Duck                                    | - Sortie : 26 juillet 2019 - Label : Polydor          | —                     | —                     | —                     | —                     | —                     | —                     | —                     | —                     | —                     | —                     | —                     | —                     | —                     | —                     | —                     | —                     | —                     |                        |
| Kaiser Chiefs' Easy Eighth Album        | - Sortie : 1er mars 2024 - Label : V2 Records         |                       |                       |                       |                       |                       |                       |                       |                       |                       |                       |                       |                       |                       |                       |                       |                       |                       |                        |

### Compilations / Rééditions
| Titre                                              | Détails                                            | Classement des ventes | Classement des ventes |
| Titre                                              | Détails                                            | BEL                   | R-U                   |
| -------------------------------------------------- | -------------------------------------------------- | --------------------- | --------------------- |
| Souvenir: The Singles 2004–2012                    | - Sortie : 4 juin 2012 - Label : Polydor           | 92                    | 19                    |
| Employment 20 (Réédition 3CD "20ème anniversaire") | - Sortie : 18 juillet 2025 - Label : UMR / Polydor |                       |                       |

### EPs
| Titre         | Date de sortie  | Type | Label            |
| ------------- | --------------- | ---- | ---------------- |
| Lap of Honour | 18 janvier 2005 | CD   | B-Unique Records |

### Singles
| Année | Single                                     | Classement des ventes | Classement des ventes | Classement des ventes | Classement des ventes | Classement des ventes | Classement des ventes | Classement des ventes | Classement des ventes | Classement des ventes | Classement des ventes | Album                                   |
| Année | Single                                     | ALL                   | AUS                   | AUT                   | BEL                   | IRL                   | NOR                   | NZL                   | P-B                   | R-U                   | SUI                   | Album                                   |
| ----- | ------------------------------------------ | --------------------- | --------------------- | --------------------- | --------------------- | --------------------- | --------------------- | --------------------- | --------------------- | --------------------- | --------------------- | --------------------------------------- |
| 2005  | Oh My God                                  | —                     | —                     | —                     | —                     | 27                    | —                     | —                     | 82                    | 6                     | —                     | Employment                              |
| 2005  | Everyday I Love You Less and Less          | —                     | —                     | —                     | —                     | —                     | —                     | —                     | 52                    | 10                    | —                     | Employment                              |
| 2005  | I Predict a Riot                           | 79                    | —                     | —                     | 67                    | 25                    | —                     | —                     | 74                    | 9                     | —                     | Employment                              |
| 2005  | Modern Way                                 | —                     | —                     | —                     | —                     | 47                    | —                     | —                     | 89                    | 11                    | —                     | Employment                              |
| 2005  | You Can Have It All                        | —                     | —                     | —                     | —                     | —                     | —                     | —                     | —                     | —                     | —                     | Employment                              |
| 2007  | Ruby                                       | 11                    | —                     | 14                    | 5                     | 5                     | 16                    | 29                    | 7                     | 1                     | 13                    | Yours Truly, Angry Mob                  |
| 2007  | Everything Is Average Nowadays             | 99                    | —                     | —                     | 67                    | —                     | —                     | —                     | 91                    | 19                    | —                     | Yours Truly, Angry Mob                  |
| 2007  | The Angry Mob                              | —                     | —                     | —                     | —                     | —                     | —                     | —                     | —                     | 20                    | —                     | Yours Truly, Angry Mob                  |
| 2007  | Love's Not a Competition (But I'm Winning) | —                     | —                     | —                     | 60                    | —                     | —                     | —                     | —                     | —                     | —                     | Yours Truly, Angry Mob                  |
| 2008  | Never Miss a Beat                          | 76                    | 47                    | 65                    | 42                    | 49                    | —                     | —                     | 74                    | 5                     | —                     | Off with Their Heads                    |
| 2008  | Good Days Bad Days                         | —                     | —                     | —                     | 71                    | —                     | —                     | —                     | —                     | —                     | —                     | Off with Their Heads                    |
| 2011  | Little Shocks                              | —                     | —                     | —                     | 63                    | —                     | —                     | —                     | —                     | —                     | —                     | The Future Is Medieval                  |
| 2011  | Man on Mars                                | —                     | —                     | —                     | —                     | —                     | —                     | —                     | —                     | —                     | —                     | The Future Is Medieval                  |
| 2011  | Kinda Girl You Are                         | —                     | —                     | —                     | —                     | —                     | —                     | —                     | —                     | —                     | —                     | The Future Is Medieval                  |
| 2012  | On the Run                                 | —                     | —                     | —                     | —                     | —                     | —                     | —                     | —                     | —                     | —                     | Start the Revolution Without Me         |
| 2012  | Listen to Your Head                        | —                     | —                     | —                     | —                     | —                     | —                     | —                     | —                     | —                     | —                     | Souvenir: The Singles 2004–2012         |
| 2014  | Coming Home                                | —                     | —                     | —                     | —                     | 89                    | —                     | —                     | —                     | 31                    | —                     | Education, Education, Education and War |

## Vidéographie
| Titre               | Date de sortie   | Type | Label            |
| ------------------- | ---------------- | ---- | ---------------- |
| Enjoyment           | 28 novembre 2005 | DVD  | B-Unique Records |
| Live at Elland Road | 24 novembre 2008 | DVD  | Polydor          |